# محاريات ظفرية
محاريات ظُفُرِيّة أو محاريات بازيلائية  أو فصيلة سفيريدي (الاسم العلمي: Sphaeriidae)، هي فصيلة من الرخويات الدقيقة التي تعيش في المياه العذبة تنتمي إلى رتبة محارات ظفرية.